# Geelvlekbaardvogel
De geelvlekbaardvogel (Buccanodon duchaillui) is een vogel uit de familie Afrikaanse baardvogels (Lybiidae). Deze vogel is genoemd naar zijn ontdekker, de Frans-Amerikaanse antropoloog Paul du Chaillu.

## Kenmerken
De vogel is 15,5 tot 17 cm lang en weegt 30 tot 50 g. Deze baardvogel is groter en plomper dan de soorten uit het geslacht Pogoniulus (ketellappers). De vogel is glanzend zwart van boven en op de borst. De buik is afwisselend geel en zwart gekleurd en op de vleugel en rug zijn ook gele vlekken. Heel kenmerkend is de oranjerode vlek op de kruin en het voorhoofd en de gele wenkbrauwstreep.

## Verspreiding en leefgebied
Deze soort komt voor van Sierra Leone tot Oeganda, westelijk Kenia, noordwestelijk Tanzania en centraal Congo-Kinshasa.
Het leefgebied is regenwoud en verouderd secundair bos, perkjes met bos, riviergeleidend bos en bijvoorbeeld plantages van guave (Psidium guajava). Komt voor tot 2250 m boven de zeespiegel.

## Status
De grootte van de populatie is niet gekwantificeerd. Er ontbreekt informatie over het voorkomen in sommige delen van het verspreidingsgebied. De vogel is plaatselijk nog redelijk algemeen, bijvoorbeeld in beschermde gebieden. Om deze redenen staat de geelvlekbaardvogel als niet bedreigd op de Rode Lijst van de IUCN.